# Ceriana worelli
Ceriana worelli är en tvåvingeart som beskrevs av Bradescu 1972. Ceriana worelli ingår i släktet griffelblomflugor, och familjen blomflugor.
Artens utbredningsområde är Rumänien. Inga underarter finns listade i Catalogue of Life.